# Ffion Davies
Ffion Davies (nascida no País de Gales no dia 18 de janeiro de 1995) é uma lutadora de No-Gi galesa e artista marcial mista. Ela é múltipla vencedora do Campeonato Mundial da IBJJF, incluindo o Campeonato Mundial de Jiu-Jitsu No-Gi IBJJF em 2023 nas divisões de 61 kg e absoluto.
Davies é a primeira atleta leve a conquistar ouro duplo no Campeonato Mundial de Jiu-Jitsu No-Gi IBJJF, a primeira faixa-preta britânica/galesa campeã mundial (com e sem kimono), a primeira europeia a vencer o Campeonato Brasileiro, a competidora mais leve a ganhar a divisão absoluta do Campeonato Europeu da IBJJF e a primeira britânica/galesa campeã mundial do  ADCC.
Membro da equipe nacional de judô do País de Gales quando ela era júnior, Davies possui faixa-preta tanto em BJJ quanto em Judô.

## Primeiros anos
Ffion Eira Davies nasceu em 18 de janeiro de 1995 em Swansea, País de Gales. Ela começou jogando rúgbi e, aos 8 anos, passou para o Judô, competindo extensivamente. Davies tornou-se campeã galesa e britânica de judô nas divisões juniores e foi selecionada para a equipe nacional de judô do País de Gales.

## Carreira

### Início da carreira
Após abandonar o judô na adolescência, Davies iniciou nas artes marciais mistas (MMA) em 2013 ao lado de Brett Johns. Davies venceu suas primeiras quatro lutas de MMA por finalização no primeiro round, mas decidiu focar no aprendizado do jiu-jitsu brasileiro. Treinou sob a orientação de Chris Rees, o primeiro faixa-preta galês em jiu-jitsu, recebendo sua faixa-azul dele em sua academia em Swansea.
Em 2015, competindo como faixa-azul pela Gracie Barra, ela venceu seu primeiro Campeonato Europeu na divisão leve. Após participar de seminários com o faixa-preta Darragh O’Conaill, Davies mudou-se para Dublin e começou a treinar na East Coast Jiu-Jitsu. Em 27 de novembro de 2018, O’Conaill a promoveu a faixa-preta.

### Carreira como faixa-preta

#### 2018–2019: Campeã Mundial Sem Kimono da IBJJF, Europeia e Pan-Americana
Um mês após receber sua faixa, Davies conquistou ouro duplo no Dublin International Open (categorias Pena e Absoluto) e, em seguida, ouro no Campeonato Mundial de Jiu-Jitsu No-Gi IBJJF, tornando-se a primeira faixa-preta do Reino Unido a vencer esse torneio. No início de 2019, ela venceu o Campeonato Europeu, o Polaris Pro Grappling [en], o Abu Dhabi Grand Slam Jiu-Jitsu World Tour e, depois, tornou-se campeã Pan-Americana ao conquistar o ouro na Califórnia. Um mês depois, Davies venceu o Campeonato Brasileiro, sendo a primeira europeia a alcançar esse feito, e em seguida conquistou o bronze no Mundial de 2019.
No ADCC de 2019 [en], ela conquistou a prata após finalizar a favorita do torneio, Beatriz Mesquita, na semifinal, em um feito descrito como "uma das maiores surpresas da história do jiu-jitsu". Como resultado, foi convidada para competir no ADCC de 2022 [en]. Ela retornou ao Reino Unido para vencer o Nacional Britânico e, em seguida, o Berlin International Open Championship em novembro.

#### 2020–2021: Terceiro título Europeu e segundo Mundial No-Gi
Em 2020, Davies conquistou ouro duplo no Campeonato Europeu na divisão leve e na categoria absoluto, derrotando a campeã superpesada Jessica Flowers, tornando-se a lutadora mais leve a vencer a divisão absoluta europeia. Após retornar ao Reino Unido, ela venceu outro Abu Dhabi Grand Slam Jiu-Jitsu World Tour em Londres. Em 2021, conquistou o Campeonato Mundial No-Gi pela segunda vez em sua categoria de peso. No Campeonato Pan-Americano de Jiu-Jitsu de 2022, Davies ganhou a prata após ser derrotada por  Nathalie Ribeiro na final. Ambas as competidoras foram elogiadas pelo espírito esportivo após a luta; Davies parabenizou a adversária e publicou: "Todos temos o mesmo objetivo e provavelmente todos teremos nosso momento. Não ofusque o brilho de ninguém".

#### 2022: Campeã mundial da IBJJF e do ADCC
No início de 2022, Davies começou a treinar na Essential Jiu Jitsu (uma academia afiliada à  Atos Jiu-Jitsu), sob a orientação de  Jonathan Torres. Em junho de 2022, Davies venceu o Campeonato Mundial de Jiu-Jitsu de 2022 na divisão leve, tornando-se a primeira faixa-preta galesa e britânica campeã mundial de jiu-jitsu. No Campeonato Mundial da ADCC de 2022, Davies tornou-se a primeira campeã mundial galesa e britânica de submission fighting após finalizar Adele Fornarino [en] no primeiro round, derrotar Beatriz Mesquita por 6-0 na semifinal e Brianna Ste-Marie [en] por 10-0 na final.

#### 2023: Segundo título mundial da IBJJF
Davies competiu no Grand Prix feminino até 66 kg no Polaris 23 [en] em 11 de março de 2023. Davies venceu Giovanna Jara na rodada inicial, mas foi finalizada pela eventual campeã Elisabeth Clay [en] na semifinal.
Em 26 de março de 2023, Davies conquistou a medalha de prata na divisão leve do Campeonato Pan-Americano de Jiu-Jitsu de 2023. Em 4 de junho de 2023, Davies venceu o Campeonato Mundial da IBJJF pela segunda vez, na divisão leve.
Davies foi escalada para defender seu título peso-mosca do WNO contra Jasmine Rocha no Who's Number One [en] em 10 de agosto de 2023. Ela venceu a luta por decisão unânime e defendeu o título com sucesso.
Davies venceu as divisões leve e absoluta no Campeonato Mundial de Jiu-Jitsu No-Gi IBJJF,, tornando-se a primeira europeia a vencer a divisão absoluta e a primeira a conquistar duas medalhas de ouro na mesma edição do torneio.

## Resumo competitivo
Principais conquistas no nível faixa-preta:
- 2 vezes Campeã Mundial da IBJJF (2022[25] / 2023[30])
- 2 vezes Campeã Mundial Sem Kimono da IBJJF (2018/2021)[21]
- Campeã Mundial de Submission Fighting da ADCC (2022[36])
- 3 vezes Campeã Europeia da IBJJF (2019/2020[nota 2])[16][39]
- 1 vez Campeã Brasileira da CBJJ (2019)[40]
- 1 vez Campeã Pan-Americana (2019)[41]
- 2 vezes Vencedora do Grand Slam da UAEJJF, Londres (2019 / 2020)[42][43]
- 2º lugar no Campeonato Mundial de Submission Fighting da ADCC (2019)
- 2º lugar no Mundial Profissional da UAEJJF em Abu Dhabi (2019)[44]
- Campeã Nacional Britânica da IBJJF (2019)[45]
- 3º lugar no AJP Grand Slam Londres (2022[46])

Principais conquistas nas faixas coloridas:
- 1 vez Campeã Mundial da IBJJF (2018 faixa-marrom)
- 1 vez Campeã Mundial Sem Kimono da IBJJF (2016 faixa-roxa)
- 1 vez Campeã Europeia da IBJJF (2015 faixa-azul, 2016 faixa-roxa)
- 2 vezes Campeã Europeia Sem Kimono da IBJJF (2018[nota 3] faixa-marrom)[47]
- 1 vez Campeã das Eliminatórias Europeias da ADCC (2018)
- 2º lugar no Campeonato Mundial da IBJJF (2016/2017 faixa-roxa)
- 2º lugar no Mundial Profissional da UAEJJF em Abu Dhabi (2018 faixa-marrom)
- 2º lugar no Campeonato Europeu da IBJJF (2018 faixa-marrom)

## Linhagem de instrutores
Royler Gracie → Saulo Ribeiro → (Alexandre Ribeiro) → Darragh O’Conaill → Ffion Davies

## Histórico de lutas de grappling (incompleto)
|           |                             |                            |                                                                                             |                   |      |
| Resultado | Oponente                    | Método                     | Evento                                                                                      | Peso              | Data |
| Derota    | Elisabeth Clay [en]         | Mata-leão de pé            | Polaris 23 [en]                                                                             | 66 kg             | 2023 |
| Vitória   | Giovanna Jara               | Pontos                     | Polaris 23 [en]                                                                             | 66 kg             | 2023 |
| Vitória   | Bia Mesquita [en]           | Pontos                     | 2022 ADCC World Championship [en]                                                           | -60kgs            | 2022 |
| Vitória   | Brianna Ste-Marie [en]      | Pontos                     | 2022 ADCC World Championship [en]                                                           | -60kgs            | 2022 |
| Vitória   | Adele Fornarino [en]        | Estrangulamento            | 2022 ADCC World Championship [en]                                                           | -60kgs            | 2022 |
| Vitória   | V. Vieira                   | Armlock                    | 2022 Raw Grappling No. 2                                                                    |                   | 2022 |
| Vitória   | P. Ivette                   | Decisão                    | SUBVERSIV 7                                                                                 |                   | 2022 |
| Vitória   | R. Guedes                   | Decisão                    | SUBVERSIV 7                                                                                 |                   | 2022 |
| Vitória   | J. Flowers                  | Decisão                    | SUBVERSIV 7                                                                                 |                   | 2022 |
| Vitória   | V. Vieira                   | Arco e flecha              | Campeonato Mundial de Jiu-Jitsu                                                             | Peso leve         | 2022 |
| Vitória   | J. Maia                     | Pontos                     | Campeonato Mundial de Jiu-Jitsu                                                             | Peso leve         | 2022 |
| Vitória   | Margot Ciccarelli           | Pontos                     | Campeonato Mundial de Jiu-Jitsu                                                             | Peso leve         | 2022 |
| Vitória   | K. Mikkelson                | Mata-leão                  | Campeonato Mundial de Jiu-Jitsu                                                             | Peso leve         | 2022 |
| Vitória   | Margot Ciccarelli           | Armlock                    | Campeonato Pan-Americano                                                                    | Peso Leve         | 2022 |
| Vitória   | T. Monteiro                 | Decisão                    | Campeonato Pan-Americano                                                                    | Peso Leve         | 2022 |
| Derrota   | Nathalie Ribeiro            | Pontos                     | Campeonato Pan-Americano                                                                    | PEso Leve         | 2022 |
| Vitória   | Margot Ciccarelli           | Armlock                    | Campeonato Pan-Americano                                                                    | Peso Leve         | 2022 |
| Vitória   | P. Batista                  | Armlock                    | Grappling Industries Dublin                                                                 | 150 lbs           | 2021 |
| Vitória   | K. Sheehan                  | Outros                     | Grappling Industries Dublin                                                                 | 150 lbs           | 2021 |
| Vitória   | Nathalie Ribeiro            | Decisão                    | FloGrappling WNO: The Return of Gordon Ryan                                                 |                   | 2021 |
| Vitória   | H. Sharp                    | Pontos                     | Campeonato Mundial de Jiu-Jitsu No-Gi IBJJF                                                 | Peso Leve         | 2021 |
| Derrota   | Gabrielle McComb [en]       | Triângulo de mão           | Campeonato Mundial de Jiu-Jitsu No-Gi IBJJF                                                 | Absoluto          | 2021 |
| Vitória   | N. Sullivan                 | Armlock                    | Campeonato Mundial de Jiu-Jitsu No-Gi IBJJF                                                 | Peso Leve         | 2021 |
| Vitória   | T. Biagi                    | Mata-leão                  | Campeonato Mundial de Jiu-Jitsu No-Gi IBJJF                                                 | Peso Leve         | 2021 |
| Vitória   | Fernanda Mazzelli           | Mata-leão                  | en\|Campeonato Mundial de Jiu-Jitsu No-Gi IBJJF\|World IBJJF Jiu-Jitsu No-Gi Championship}} | Peso leve         | 2021 |
| Derrota   | T. Porfirio                 | Decisão                    | Grapplefest 9                                                                               | Absoluto          | 2020 |
| Vitória   | L. Campos                   | Vantagem                   | Campeonato Europeu de Jiu-Jitsu IBJJF                                                       | Absoluto          | 2020 |
| Vitória   | C. Baumgarten               | Estrangulamento das costas | Campeonato Europeu de Jiu-Jitsu IBJJF                                                       | Absoluto          | 2020 |
| Vitória   | C. Baumgarten               | Mata-leão                  | Campeonato Europeu de Jiu-Jitsu IBJJF                                                       | Peso Pena         | 2020 |
| Derrota   | J. Flowers                  | Pontos                     | Campeonato Europeu de Jiu-Jitsu IBJJF                                                       | Absoluto          | 2020 |
| Vitória   | P. Caiado                   | Mata-leão                  | Campeonato Europeu de Jiu-Jitsu IBJJF                                                       | Absoluto          | 2020 |
| Vitória   | K. Hill                     | Armlock                    | Campeonato Europeu de Jiu-Jitsu IBJJF                                                       | Peso Leve         | 2020 |
| Vitória   | N. Sullivan                 | Pontos                     | Campeonato Europeu de Jiu-Jitsu IBJJF                                                       | Peso Leve         | 2020 |
| Vitória   | J. Maee                     | Armlock                    | 2019 IBJJF Dublin Open                                                                      | Peso Médio        | 2019 |
| Vitória   | J. Maele                    | Outros                     | 2019 IBJJF Berlin Open                                                                      | Absoluto          | 2019 |
| Vitória   | C. Carriello                | Armlock                    | 2019 IBJJF Dublin Open                                                                      | Peso Médio        | 2019 |
| Vitória   | Bia Mesquita                | Armlock                    | 2019 ADCC World Championships [en]                                                          | -60kgs            | 2019 |
| Derrota   | Bianca Basilio              | Mata-leão de pé            | ADCC World Championships [en]                                                               | -60kgs            | 2019 |
| Vitória   | R. Yuasa                    | Pontos                     | ADCC World Championships [en]                                                               | -60kgs            | 2019 |
| Derrota   | N. Carriello                | Pontos                     | 2019 Pantheon Invitational                                                                  | 70kgs             | 2019 |
| Vitória   | J. Rivera                   | Armlock                    | 2019 Pantheon Invitational                                                                  |                   | 2019 |
| Vitória   | A. Yanes                    | Outro                      | 2019 Pantheon Invitational                                                                  | 62kgs             | 2019 |
| Vitória   | J. Maele                    | Pontos                     | 2019 Pantheon Invitational                                                                  | 62kgs             | 2019 |
| Vitória   | M. Loska                    | Mata-leão                  | 2019 Pantheon Invitational                                                                  |                   | 2019 |
| Vitória   | K. Kilarciyan               | Estrangulamento das costas | 2019 Pantheon Invitational                                                                  | 62kgs             | 2019 |
| Vitória   | E. Karppinen                | Decisão                    | 2019 Pantheon Invitational                                                                  |                   | 2019 |
| Vitória   | T. Alencar                  | Decisão                    | Polaris 11 [en]                                                                             | Peso Leve         | 2019 |
| Derrota   | C. Perret                   | Guilhotina                 | Fight 2 Win 114                                                                             | Peso galo         | 2019 |
| Derrota   | Bianca Basílio              | Outros                     | Campeonato Mundial de Jiu-Jitsu                                                             | Peso Pena         | 2019 |
| Vitória   | Nathalie Ribeiro            | Other                      | Campeonato Mundial de Jiu-Jitsu                                                             | Peso Pena         | 2019 |
| Vitória   | A. Schmitt                  | Estrangulamento das costas | Campeonato Brasileiro de Jiu-Jitsu                                                          | Peso Pena         | 2019 |
| Vitória   | N. Sullivan                 | Outros                     | Abu Dhabi World Professional Jiu-Jitsu Championship                                         | 62kgs             | 2019 |
| Vitória   | K. Sung                     | Outros                     | Abu Dhabi World Professional Jiu-Jitsu Championship                                         | 62kgs             | 2019 |
| Derrota   | Bia Mesquita                | Pontos                     | Abu Dhabi World Professional Jiu-Jitsu Championship                                         | 62kgs             | 2019 |
| Vitória   | Nathalie Ribeiro            | Outros                     | Campeonato Pan-Americano IBJJF                                                              | Peso Pena         | 2019 |
| Vitória   | K. Antunes                  | Outos                      | Campeonato Pan-Americano IBJJF                                                              | Peso Pena         | 2019 |
| Vitória   | Gezary Matuda               | Katagatame                 | Polaris 9                                                                                   |                   | 2019 |
| Vitória   | Bianca Basilio              | Pontos                     | Abu Dhabi Grand Slam Londres                                                                | 62kgs             | 2019 |
| Vitória   | S. Koikkalainen             | Outros                     | Abu Dhabi Grand Slam Londres                                                                | 62kgs             | 2019 |
| Vitória   | L. Paes                     | Pontos                     | Abu Dhabi Grand Slam Londres                                                                | 62kgs             | 2019 |
| Vitória   | C. Martin                   | Mata-leão                  | GrappleFest 4                                                                               |                   | 2019 |
| Vitória   | G. Fechter                  | Outros                     | Campeonato Europeu de Jiu-Jitsu IBJJF                                                       | Peso Pena         | 2019 |
| Vitória   | G. Fechter                  | Other                      | Campeonato Europeu de Jiu-Jitsu IBJJF                                                       | Peso Pena         | 2019 |
| Derrota   | L. Montiero                 | Outros                     | Campeonato Europeu de Jiu-Jitsu IBJJF                                                       | Absoluto          | 2019 |
| Derrota   | J. Flowers                  | Chave de joelho            | Campeonato Europeu de Jiu-Jitsu IBJJF                                                       | Absoluto          | 2018 |
| Vitória   | H. Raftery                  | Armlock                    | Campeonato Mundial de Ji-Jitsu No-Gi IBJJF                                                  | Peso Pena         | 2018 |
| Vitória   | J. Santos                   | Mata-leão                  | Campeonato Mundial de Ji-Jitsu No-Gi IBJJF                                                  | Absoluto          | 2018 |
| Vitória   | N. Soares                   | Triangulo de mão           | Campeonato Mundial de Ji-Jitsu No-Gi IBJJF                                                  | Peso Pena         | 2018 |
| Vitória   | A. Nogueira                 | Pontos                     | Campeonato Mundial de Ji-Jitsu No-Gi IBJJF                                                  | Peso Pena         | 2018 |
| Vitória   | Claire-France Thévenon [en] | Mata-leão                  | IBJJF Dublin Open                                                                           | Absoluto          | 2018 |
| vitória   | E. Tuukkanen                | Triângulo invertido        | IBJJF Dublin Open                                                                           | Peso Pena         | 2018 |
| Vitória   | A. Pérez                    | Choke From the Back        | 2018 IBJJF Dublin Open                                                                      | Absolute Division | 2018 |
| Vitória   | D. Mindrinou                | Arco e flecha              | AJP Tour Spain National Pro                                                                 | 62kgs             | 2018 |
| Vitória   | L. Peretti                  | Outros                     | AJP Tour Spain National Pro                                                                 | 62kgs             | 2018 |
| Vitória   | P. Boveda                   | Outros                     | Abu Dhabi World Professional Jiu-Jitsu Championship                                         | 62kgs             | 2018 |
| Vitória   | C. Baumgarten               | Pontos                     | Abu Dhabi World Professional Jiu-Jitsu Championship                                         | 62kgs             | 2018 |
| Derrota   | Bianca Basílio              | Decisão                    | Abu Dhabi World Professional Jiu-Jitsu Championship                                         | 62kgs             | 2018 |
| Vitória   | C. Leah                     | Armlock                    | Polaris 6                                                                                   | 55kgs             | 2018 |
| Derrota   | Beatriz Mesquita            | Armlock                    | ADCC World Championship                                                                     | -60kgs            | 2017 |
| Derrota   | Talita Alencar              | Estrangulamento            | EBI 12                                                                                      | 56,7kg            | 2017 |
| Source    |                             |                            |                                                                                             |                   |      |

## Vida pessoal
Ffion Davies é falante nativa da língua galesa. Em uma entrevista de 2020, ela afirmou que já foi vegetariana.

## Prêmios e honrarias
Prêmio Jitsmagazine de BJJ 'Lutadora do Ano (Sem Kimono)' (2022)
Prêmio Jitsmagazine de BJJ 'Lutadora do Ano (Com e Sem Kimono)' (2020)